# 裁判 (法律)
裁判（英語：Judgment）係裁定（ruling）和判決（verdict）二者的合稱，是法院對外所為之意思表達（並非意思表示，蓋意思表示之用語，指發生私法上效力之意思表達，裁判並非如此）。其中裁定是对诉讼程序问题和某些实体问题所作的一种处理决定，判决是仲裁员或法官根據控辯雙方提交的证据以及论证後对审理结束的案件作出的裁决，以确定有关各方之间的权利和义务以及相應的罪行。法院的裁判書一般均會公開，接受社會之監督，但偶有司法機關決定不公開裁判書，導致遭批違法之事，甚至因此建議國家監察機關立案調查。

## 判決
判決的內容主要由「主文」、「事實」和「理由」三部分所構成。

### 民事訴訟

#### 種類
- 給付判決、確認判決、形成判決
- 終局判決、中間判決、中間確認判決
- 本案判決、非本案判決
- 全部判決、一部判決
- 確定判決
- 無效判決
- 捨棄判決、認諾判決

#### 效力
- 羈束力
- 確定力

- 形式確定力
- 實質確定力（既判力）

- 執行力
- 形成力

#### 救濟
針對未確定的民事判決，可以上訴救濟；如果判決已告確定，則以再審或第三人撤銷之訴救濟。

### 刑事訴訟

#### 種類
- 有罪判決
- 無罪判決
- 免訴判決
- 不受理判決

#### 救濟
針對未確定的刑事判決，可以上訴救濟；如果判決已告確定，則以再審或非常上訴救濟。

## 裁定

### 救濟
裁定之救濟，依法律規定可分為三種：抗告、聲明不服以及不得聲明不服。抗告是向上級、上上級法院（抗告、再抗告法院）救濟裁定的方式。聲明不服是指雖不得抗告，但可於上訴時將此抗告一併指摘。不得聲明不服係指針對該裁定，當事人不得抗告，亦不得於上訴時一併指摘。

## 方法
裁判方法基本上有幾種，列述所下：

### 三段論法
以三段論法的演繹推理，從理由中推演出結論。

### 直覺先行
先將道理擺在一旁，閱讀卷證及當事人辯論後，在腦海裡自然產生裁判，再對照法條，以及判例與學說的看法給予理由。即理由必須合乎從直覺而生之結論。且直覺而生的判斷，自然而然必會合乎道理。三段論法是腦中裁判後，說服當事人的工具而已。
惟上述的直覺不是恣意，直覺的靈敏度是以豐厚的法學教養為基礎，不同於一般僅具淺薄法知識的人的直覺。

## 外部連結
- 法律詞典,legal dictionaries （页面存档备份，存于）